# Filmografia della Famous Players-Lasky Corporation
La Famous Players-Lasky Corporation, come casa di distribuzione, dal 1914 al 1922 distribuì 539 film.
Come casa di produzione, nell'arco degli anni che vanno dal 1916 al 1927 - quando la società venne fusa, diventando Paramount - produsse, secondo la filmografia IMDb, 484 film.

## Produzione

### 1916
- Hulda from Holland, regia di John B. O'Brien (1916)
- The Innocent Lie, regia di Sidney Olcott (1916)

### 1917
- Betty to the Rescue, regia di Frank Reicher (1917)
- The Long Trail, regia di Howell Hansel (1917)
- The Rise of Jenny Cushing, regia di Maurice Tourneur (1917)
- Nan of Music Mountain, regia di George Melford e, non accreditato, Cecil B. DeMille (1917)
- The Devil-Stone, regia di Cecil B. DeMille  (1917)

### 1918
- Rose of the World, regia di Maurice Tourneur (1918)
- Jules of the Strong Heart, regia di Donald Crisp (1918)
- The Song of Songs, regia di Joseph Kaufman (1918)
- One More American, regia di William C. de Mille (1918)
- Huck and Tom, regia di William Desmond Taylor (1918)
- Eve's Daughter, regia di James Kirkwood (1918)
- Sunshine Nan, regia di Charles Giblyn (1918)
- Cuori del mondo (Hearts of the World), regia di David Wark Griffith (1918)
- Wild Youth, regia di George Melford (1918)
- La Tosca, regia di Edward José (1918)
- The Whispering Chorus, regia di Cecil B. DeMille (1918)
- His Majesty, Bunker Bean, regia di William Desmond Taylor (1918)
- Unclaimed Goods, regia di Rollin S. Sturgeon (1918)
- The Lie, regia di J. Searle Dawley (1918)
- Rich Man, Poor Man, regia di J. Searle Dawley (1918)
- Let's Get a Divorce, regia di Charles Giblyn (1918)
- Mile-a-Minute Kendall, regia di William Desmond Taylor (1918)
- The White Man's Law, regia di James Young (1918)
- Resurrection, regia di Edward José (1918)
- Love's Conquest, regia di Edward José (1918)
- His Own Home Town, regia di Victor Schertzinger (1918)
- Prunella, regia di Maurice Tourneur (1918)
- Viviette, regia di Walter Edwards (1918)
- Hit-the-Trail Holliday, regia di Marshall Neilan (1918)
- A Doll's House, regia di Maurice Tourneur (1918)
- Il sacrificio di Tamura (The Bravest Way), regia di George Melford (1918)
- Her Final Reckoning, regia di Émile Chautard (1918)
- The Danger Mark, regia di Hugh Ford (1918)
- Sandy, regia di George Melford (1918)
- Uncle Tom's Cabin, regia di J. Searle Dawley (1918)
- The City of Dim Faces, regia di George Melford (1918)
- A Nine O'Clock Town, regia di Victor Schertzinger (1918)
- Fedora, regia di Edward José (1918)
- Heart of the Wilds, regia di Marshall Neilan (1918)
- On the Quiet, regia di Chester Withey (1918)
- Coals of Fire, regia di Victor Schertzinger (1918)
- The Cruise of the Make-Believes, regia di George Melford (1918)
- In Pursuit of Polly, regia di Chester Withey (1918)
- The Girl Who Came Back, regia di Robert G. Vignola  (1918)
- Out of a Clear Sky, regia di Marshall Neilan (1918)
- Her Country First, regia di James Young (1918)
- Come on In, regia di John Emerson (1918)
- The Goat, regia di Donald Crisp (1918)
- One Hundred Percent American, regia di Arthur Rosson (1918)
- The Man from Funeral Range, regia di Walter Edwards (1918)
- Such a Little Pirate, regia di George Melford (1918)
- Private Peat, regia di Edward José (1918)
- A Woman of Impulse, regia di Edward José (1918)
- Mirandy Smiles, regia di William C. de Mille (1918)
- The Make-Believe Wife, regia di John S. Robertson (1918)
- The Gypsy Trail, regia di Walter Edwards (1918)
- Women's Weapons, regia di Robert G. Vignola (1918)
- Mio cugino (My Cousin), regia di Edward José (1918)
- A Daughter of the Old South, regia di Émile Chautard (1918)
- Under the Greenwood Tree, regia di Émile Chautard (1918)
- The Squaw Man, regia di Cecil B. DeMille (1918)
- Good-Bye, Bill, regia di John Emerson (1918)
- The Mystery Girl, regia di William C. de Mille (1918)
- The Way of a Man with a Maid, regia di Donald Crisp (1918)
- Little Miss Hoover, regia di John S. Robertson (1918)

### 1919
- Peg o' My Heart, regia di William C. de Mille (1919)
- Under the Top, regia di Donald Crisp (1919)
- The Silver King, regia di George Irving (1919)
- The Secret Garden, regia di Gustav von Seyffertitz (1919)
- The Dub, regia di James Cruze (1919)
- His Parisian Wife, regia di Émile Chautard (1919)
- Venus in the East, regia di Donald Crisp (1919)
- Here Comes the Bride, regia di John S. Robertson (1919)
- The Two Brides, regia di Edward José (1919)
- You Never Saw Such a Girl, regia di Robert G. Vignola (1919)
- The End of the Road, regia di Edward H. Griffith (1919)
- Mrs. Wiggs of the Cabbage Patch, regia di Hugh Ford (1919)
- The Winning Girl, regia di Robert G. Vignola (1919)
- Paid in Full, regia di Émile Chautard (1919)
- Maggie Pepper, regia di Chester Withey (1919)
- Puppy Love, regia di Roy William Neill  (1919)
- The Poor Boob, regia di Donald Crisp (1919)
- The Marriage Price, regia di Émile Chautard (1919)
- Johnny Get Your Gun, regia di Donald Crisp (1919)
- Pettigrew's Girl, regia di George Melford (1919)
- La svolta della strada (The Turn in the Road), regia di King Vidor (1919)
- Three Men and a Girl, regia di Marshall Neilan (1919)
- Little Comrade, regia di Chester Withey (1919)
- Good Gracious, Annabelle, regia di George Melford (1919)
- The Test of Honor, regia di John S. Robertson (1919)
- The Rescuing Angel, regia di Walter Edwards (1919)
- Something to Do, regia di Donald Crisp (1919)
- Eyes of the Soul, regia di Émile Chautard (1919)
- Let's Elope, regia di John S. Robertson (1919)
- Rustling a Bride, regia di Irvin Willat (1919)
- For Better, for Worse, regia di Cecil B. DeMille (1919)
- Oh, You Women!, regia di John Emerson (1919)
- Fires of Faith, regia di Edward José (1919)
- The Home Town Girl, regia di Robert G. Vignola (1919)
- Come Out of the Kitchen, regia di John S. Robertson (1919)
- The Woman Next Door, regia di Robert G. Vignola (1919)
- The Final Close-Up, regia di Walter Edwards (1919)
- The Splendid Romance, regia di Edward José (1919)
- Putting It Over, regia di Donald Crisp (1919)
- The Woman Thou Gavest Me, regia di Hugh Ford (1919)
- An Innocent Adventuress, regia di Robert G. Vignola (1919)
- You're Fired, regia di James Cruze (1919)
- A Daughter of the Wolf, regia di Irvin Willat (1919)
- The Con in Economy (1919)
- La valanga (The Avalanche), regia di George Fitzmaurice (1919)
- Girls, regia di Walter Edwards (1919)
- The Firing Line, regia di Charles Maigne (1919)
- A Very Good Young Man, regia di Donald Crisp (1919)
- The Love Burglar, regia di James Cruze (1919)
- A Sporting Chance, regia di George Melford (1919)
- Rose o' the River, regia di Robert Thornby (1919)
- Louisiana, regia di Robert G. Vignola (1919)
- The Career of Katherine Bush, regia di Roy William Neill (1919)
- A Society Exile, regia di George Fitzmaurice (1919)
- The Heart of Youth, regia di Robert G. Vignola (1919)
- The Valley of the Giants, regia di James Cruze (1919)
- The Witness for the Defense, regia di George Fitzmaurice (1919)
- The Third Kiss, regia di Robert G. Vignola (1919)
- Widow by Proxy, regia di Walter Edwards (1919)
- The Lottery Man, regia di James Cruze (1919)
- Why Smith Left Home, regia di Donald Crisp  (1919)
- Sadie Love, regia di John S. Robertson (1919)
- I denti della tigre (The Teeth of the Tiger), regia di Chet Withey (1919)
- After the Circus, regia di John W. Kellette - cortometraggio (1919)
- Hawthorne of the U.S.A., regia di James Cruze (1919)
- Luck in Pawn, regia di Walter Edwards (1919)
- Wanted: A Husband, regia di Lawrence C. Windom (1919)

### 1920
- The Thirteenth Commandment, regia di Robert G. Vignola (1920)
- The Tree of Knowledge, regia di William C. de Mille (1920)
- Quarta velocità (Double Speed), regia di Sam Wood (1920)
- All of a Sudden Peggy, regia di Walter Edwards (1920)
- The Six Best Cellars, regia di Donald Crisp (1920)
- La figlia del vento (On with the Dance), regia di George Fitzmaurice (1920)
- Young Mrs. Winthrop, regia di Walter Edwards (1920)
- Perché cambiate moglie? (Why Change Your Wife?), regia di Cecil B. DeMille (1920)
- His House in Order, regia di Hugh Ford (1920)
- Jack Straw, regia di William C. de Mille (1920)
- Dr. Jekyll e Mr. Hyde, regia di John Stuart Robertson (1920)
- Easy to Get, regia di Walter Edwards (1920)
- The Cost, regia di Harley Knoles (1920)
- L'isola del terrore (Terror Island), regia di James Cruze (1920)
- The Dancin' Fool, regia di Sam Wood (1920)
- The Dark Mirror, regia di Charles Giblyn (1920)
- The Sea Wolf, regia di George Melford (1920)
- Scusi se le faccio mangiare polvere (Excuse My Dust), regia di Sam Wood (1920)
- Thou Art the Man, regia di Thomas N. Heffron (1920)
- Notte di peccato (A Lady in Love), regia di Walter Edwards (1920)
- Sick Abed, regia di Sam Wood (1920)
- La resurrezione del dott. Antony (The Sins of St. Anthony), regia di James Cruze  (1920)
- The Ladder of Lies, regia di Tom Forman (1920)
- The City of Masks, regia di Thomas N. Heffron (1920)
- Away Goes Prudence, regia di John S. Robertson (1920)
- The Fighting Chance, regia di Charles Maigne (1920)
- What Happened to Jones, regia di James Cruze (1920)
- Crooked Streets, regia di Paul Powell (1920)
- What's Your Hurry?, regia di Sam Wood (1920)
- The Right to Love, regia di George Fitzmaurice (1920)
- Lady Rose's Daughter, regia di Hugh Ford (1920)
- The Prince Chap, regia di William C. de Mille (1920)
- Civilian Clothes, regia di Hugh Ford (1920)
- Half an Hour, regia di Harley Knoles (1920)
- The Round-Up, regia di George Melford (1920)
- Behold My Wife, regia di George Melford (1920)
- Something to Think About, regia di Cecil B. DeMille (1920)
- A City Sparrow, regia di Sam Wood (1920)
- Held by the Enemy, regia di Donald Crisp (1920)
- A Full House, regia di James Cruze (1920)
- The Sins of Rosanne, regia di Tom Forman (1920)
- The Frisky Mrs. Johnson, regia di Edward Dillon (1920)
- Always Audacious, regia di James Cruze (1920)
- Idols of Clay, regia di George Fitzmaurice (1920)
- Life of the Party, regia di Joseph Henabery (1920)
- Burglar Proof, regia di Maurice Campbell (1920)
- A Romantic Adventuress, regia di Harley Knoles (1920)
- An Amateur Devil, regia di Maurice Campbell (1920)
- Midsummer Madness, regia di William C. deMille (1920)

### 1921
- The Charm School, regia di James Cruze (1921)
- The Jucklins, regia di George Melford (1921)
- The Education of Elizabeth, regia di Edward Dillon (1921)
- Brewster's Millions, regia di Joseph Henabery (1921)
- Frontier of the Stars, regia di Charles Maigne (1921)
- The Easy Road, regia di Tom Forman (1921)
- The Kentuckians, regia di Charles Maigne (1921)
- What's Worth While?, regia di Lois Weber (1921)
- The Price of Possession, regia di Hugh Ford (1921)
- Quella che vi ama (The Gilded Lily), regia di Robert Z. Leonard (1921)
- What Every Woman Knows, regia di William C. de Mille (1921)
- The Faith Healer, regia di George Melford (1921)
- The Love Special, regia di Frank Urson (1921)
- The Idol of the North, regia di Roy William Neill (1921)
- Sentimental Tommy, regia di John S. Robertson (1921)
- The Dollar-a-Year Man, regia di James Cruze (1921)
- The Witching Hour, regia di William Desmond Taylor (1921)
- La città degli uomini silenziosi (The City of Silent Men), regia di Tom Forman (1921)
- Proxies, regia di George D. Baker (1921)
- Sham, regia di Thomas N. Heffron (1921)
- The Lost Romance, regia di William C. de Mille (1921)
- King, Queen and Joker, regia di Syd Chaplin (1921)
- Sacred and Profane Love, regia di William Desmond Taylor (1921)
- White and Unmarried, regia di Tom Forman (1921)
- Traveling Salesman, regia di Joseph Henabery (1921)
- Too Much Speed, regia di Frank Urson (1921)
- The Wild Goose, regia di Albert Capellani (1921)
- A Wise Fool, regia di George Melford (1921)
- The Conquest of Canaan, regia di Roy William Neill (1921)
- Sangue di zingara (The Great Moment), regia di Sam Wood (1921)
- Behind Masks, regia di Frank Reicher (1921)
- Giovinezza (Experience), regia di George Fitzmaurice (1921)
- Gasoline Gus, regia di James Cruze (1921)
- Wealth, regia di William D. Taylor (1921)
- Cappy Ricks, regia di Tom Forman (1921)
- Crazy to Marry, regia di James Cruze (1921)
- La maschera di carne (Footlights), regia di John S. Robertson (1921)
- The Hell Diggers, regia di Frank Urson (1921)
- Beyond, regia di William Desmond Taylor (1921)
- Fragilità, sei femmina! (The Affairs of Anatol), regia (non accreditato) di Cecil B. DeMille (1921)
- The Great Impersonation, regia di George Melford (1921)
- After the Show, regia di William C. de Mille (1921)
- Under the Lash, regia di Sam Wood (1921)
- La vita è un sogno (Forever), regia di George Fitzmaurice (1921)
- Exit the Vamp, regia di Frank Urson (1921)
- Mezza pagina d'amore (Don't Tell Everything), regia di Sam Wood (1921)
- A Prince There Was, regia di Tom Forman (1921)
- The Call of the North, regia di Joseph Henabery (1921)
- Paradiso folle (Fool's Paradise), regia di Cecil B. DeMille (1921)
- The Little Minister, regia di Penrhyn Stanlaws (1921)

### 1922
- Her Own Money, regia di Joseph Henabery (1922)
- The Lane That Had No Turning, regia di Victor Fleming (1922)
- La coppia ideale (Saturday Night), regia di Cecil B. DeMille (1922)
- One Glorious Day, regia di James Cruze (1922)
- Il mozzo dell'Albatros (Moran of the Lady Letty), regia di George Melford (1922)
- The World's Champion, regia di Phil Rosen (1922)
- Un sogno d'amore (Her Husband's Trademark), regia di Sam Wood (1922)
- The Cradle, regia di Paul Powell  (1922)
- Bought and Paid For, regia di William C. de Mille (1922)
- The Green Temptation, regia di William Desmond Taylor (1922)
- The Crimson Challenge, regia di Paul Powell (1922)
- La gabbia dorata (Her Gilded Cage), regia di Sam Wood (1922)
- Is Matrimony a Failure?, regia di James Cruze (1922)
- The Bachelor Daddy, regia di Alfred E. Green (1922)
- L'età di amare (Beyond the Rocks), regia di Sam Wood (1922)
- North of the Rio Grande, regia di Rollin S. Sturgeon (1922)
- Over the Border, regia di Penrhyn Stanlaws (1922)
- For the Defense, regia di Paul Powell (1922)
- La donna che vinse il destino (The Woman Who Walked Alone), regia di George Melford (1922)
- Our Leading Citizen, regia di Alfred E. Green (1922)
- While Satan Sleeps, regia di Joseph Henabery (1922)
- The Dictator, regia di James Cruze (1922)
- L'isola delle perle (The Man Unconquerable), regia di Joseph Henabery (1922)
- If You Believe It, It's So, regia di Tom Forman (1922)
- Borderland, regia di Paul Powell (1922)
- Nice People, regia di William C. de Mille (1922)
- Sangue e arena (Blood and Sand), regia di Fred Niblo e, non accreditata, Dorothy Arzner (1922)
- The Bonded Woman, regia di Phil Rosen (1922)
- Burning Sands, regia di George Melford (1922)
- The Ghost Breaker, regia di Alfred E. Green (1922)
- The Siren Call, regia di Irvin Willat (1922)
- Missing Millions, regia di Joseph Henabery (1922)
- Pink Gods, regia di Penrhyn Stanlaws (1922)
- The Old Homestead, regia di James Cruze (1922)
- The Cowboy and the Lady, regia di Charles Maigne (1922)
- Clarence, regia di William C. deMille (1922)
- Una donna impossibile (The Impossible Mrs. Bellew), regia di Sam Wood (1922)
- To Have and to Hold, regia di George Fitzmaurice (1922)
- The Man Who Saw Tomorrow, regia di Alfred E. Green (1922)
- Anna Ascends, regia di Victor Fleming (1922)
- Singed Wings, regia di Penrhyn Stanlaws (1922)
- A Daughter of Luxury, regia di Paul Powell (1922)
- Thirty Days, regia di James Cruze (1922)
- Making a Man, regia di Joseph Henabery (1922)
- Kick In, regia di George Fitzmaurice (1922)
- Back Home and Broke, regia di Alfred E. Green (1922)
- Crepuscolo d'amore (Outcast), regia di Chester Withey (1922)
- La mia sposa americana (My American Wife), regia di Sam Wood (1922)

### 1923
- The World's Applause, regia di William C. de Mille (1923)
- Java Head, regia di George Melford (1923)
- Adam's Rib, regia di Cecil B. DeMille (1923)
- Drums of Fate, regia di Charles Maigne (1923)
- Dark Secrets, regia di Victor Fleming (1923)
- Nobody's Money, regia di Wallace Worsley (1923)
- The White Flower, regia di Julia Crawford Ivers (1923)
- Mr. Billings Spends His Dime, regia di Wesley Ruggles (1923)
- Spalle al muro (Grumpy), regia di William C. de Mille (1923)
- I pionieri (The Covered Wagon), regia di James Cruze (1923)
- Fra gli artigli della tigre (The Tiger's Claw), regia di Joseph Henabery (1923)
- The Glimpses of the Moon, regia di Allan Dwan (1923)
- The Leopardess, regia di Henry Kolker (1923)
- The Trail of the Lonesome Pine, regia di Charles Maigne (1923)
- Bella Donna, regia di George Fitzmaurice (1923)
- Jazz-Band (Prodigal Daughters), regia di Sam Wood (1923)
- You Can't Fool Your Wife, regia di George Melford (1923)
- The Snow Bride, regia di Henry Kolker (1923)
- The Ne'er-Do-Well, regia di Alfred E. Green (1923)
- The Rustle of Silk, regia di Herbert Brenon (1923)
- Sixty Cents an Hour, regia di Joseph Henabery (1923)
- Fog Bound, regia di Irvin Willat (1923)
- The Exciters, regia di Maurice Campbell (1923)
- The Heart Raider, regia di Wesley Ruggles (1923)
- Only 38, regia di William C. de Mille (1923)
- La donna dalle quattro facce (The Woman with Four Faces), regia di Herbert Brenon (1923)
- Il minareto in fiamme (Law of the Lawless), regia di Victor Fleming (1923)
- Children of Jazz, regia di Jerome Storm (1923)
- Racing Hearts, regia di Paul Powell (1923)
- A Gentleman of Leisure, regia di Joseph Henabery (1923)
- L'onesta segretaria (Lawful Larceny), regia di Allan Dwan (1923)
- Homeward Bound, regia di Ralph Ince (1923)
- L'ottava moglie di Barbablù (Bluebeard's Eighth Wife), regia di Sam Wood (1923)
- The Silent Partner, regia di Charles Maigne (1923)
- Hollywood, regia di James Cruze (1923)
- Salomy Jane, regia di George Melford (1923)
- To the Last Man, regia di Victor Fleming (1923)
- Ruggles of Red Gap, regia di Leo McCarey (1923)
- Zaza, regia di Allan Dwan (1923)
- Una catena d'oro (The Marriage Maker), regia di William C. de Mille (1923)
- La gitana (The Spanish Dancer), regia di Herbert Brenon (1923)
- The Light That Failed, regia di George Melford (1923)
- Woman-Proof, regia di Alfred E. Green (1923)
- Satana (His Children's Children), regia di Sam Wood (1923)
- Wild Bill Hickok, regia di Clifford S. Smith (Clifford Smith) (1923)
- Stephen Steps Out, regia di Joseph Henabery (1923)
- To the Ladies, regia di James Cruze (1923)
- Around the World in the Speejacks (1923)
- The Call of the Canyon, regia di Victor Fleming (1923)
- Fratello maggiore (Big Brother), regia di Allan Dwan (1923)
- Don't Call It Love, regia di William C. de Mille (1923)
- West of the Water Tower, regia di Rollin S. Sturgeon (1923)

### 1924
- The Heritage of the Desert, regia di Irvin Willat (1924)
- Flaming Barriers, regia di George Melford (1924)
- Pied Piper Malone, regia di Alfred E. Green (1924)
- Nell'ombra di Parigi (Shadows of Paris), regia di Herbert Brenon (1924)
- The Next Corner, regia di Sam Wood (1924)
- Icebound, regia di William C. de Mille (1924)
- The Fighting Coward, regia di James Cruze (1924)
- Fair Week, regia di Rob Wagner (1924)
- The Moral Sinner, regia di Ralph Ince (1924)
- The Confidence Man, regia di Victor Heerman (1924)
- The Breaking Point, regia di Herbert Brenon (1924)
- Bluff, regia di Sam Wood (1924)
- Code of the Sea, regia di Victor Fleming (1924)
- The Bedroom Window, regia di William C. de Mille (1924)
- Wanderer of the Wasteland, regia di Irvin Willat (1924)
- Unguarded Women, regia di Alan Crosland (1924)
- Changing Husbands, regia di Paul Iribe e Frank Urson (1924)
- Tiger Love, regia di George Melford (1924)
- The Side Show of Life, regia di Herbert Brenon (1924)
- Maschietta (Manhandled), regia di Allan Dwan (1924)
- The Man Who Fights Alone, regia di Wallace Worsley (1924)
- Empty Hands, regia di Victor Fleming  (1924)
- The Border Legion, regia di William K. Howard (1924)
- Lily of the Dust, regia di Dimitri Buchowetzki (1924)
- The Female, regia di Sam Wood (1924)
- Merton of the Movies, regia di James Cruze (1924)
- Sinners in Heaven, regia di Alan Crosland (1924)
- Gli avventurieri dell'Alaska (The Alaskan), regia di Herbert Brenon (1924)
- The City That Never Sleeps, regia di James Cruze  (1924)
- Anime nel turbine (Feet of Clay), regia di Cecil B. DeMille (1924)
- Her Love Story, regia di Allan Dwan (1924)
- L'eterno femminino (The Fast Set), regia di William C. de Mille (1924)
- The Story Without a Name, regia di Irvin Willat (1924)
- Manhattan, regia di R.H. Burnside (1924)
- Worldly Goods, regia di Paul Bern (1924)
- The Garden of Weeds, regia di James Cruze (1924)
- Wages of Virtue, regia di Allan Dwan (1924)
- La zarina (Forbidden Paradise), regia di Ernst Lubitsch (1924)
- Notte nuziale (A Sainted Devil), regia di Joseph Henabery (1924)
- Tongues of Flame, regia di Joseph Henabery (1924)
- Madame Sans-Gêne, regia di Léonce Perret (1924)
- Argentine Love, regia di Allan Dwan (1924)
- Peter Pan, regia di Herbert Brenon (1924)

### 1925
- A Kiss in the Dark, regia di Frank Tuttle (1925)
- Tomorrow's Love, regia di Paul Bern (1925)
- Locked Doors, regia di William C. de Mille (1925)
- Troppi baci (Too Many Kisses), regia di Paul Sloane (1925)
- All'ombra delle pagode (East of Suez), regia di Raoul Walsh (1925)
- A Man Must Live, regia di Paul Sloane (1925)
- Il letto d'oro (The Golden Bed), regia di Cecil B. DeMille (1925)
- Miss Bluebeard, regia di Frank Tuttle (1925)
- Il club degli scapoli (The Night Club), regia di Paul Iribe e Frank Urson (1925)
- The Top of the World, regia di George Melford (1925)
- Il cigno (The Swan), regia di Dmitrij Buchoveckij (1925)
- Contraband, regia di Alan Crosland (1925)
- Coming Through, regia di A. Edward Sutherland (1925)
- New Lives for Old, regia di Clarence G. Badger (1925)
- Salome of the Tenements, regia di Sidney Olcott (1925)
- The Shock Punch, regia di Paul Sloane (1925)
- The Thundering Herd, regia di William K. Howard (1925)
- The Goose Hangs High, regia di James Cruze (1925)
- Sparvieri d'acciaio (The Air Mail), regia di Irvin Willat  (1925)
- The Dressmaker from Paris, regia di Paul Bern (1925)
- Grass: A Nation's Battle for Life, regia di Merian C. Cooper e Ernest B. Schoedsack (1925)
- The Charmer, regia di Sidney Olcott (1925)
- Code of the West, regia di William K. Howard
- A Kiss in the Dark, regia di Frank Tuttle (1925)
- Adventure, regia di Victor Fleming (1925)
- The Crowded Hour, regia di E. Mason Hopper - lavoro teatrale (1925)
- Matador, regia di Raoul Walsh (1925)
- Any Woman, regia di Henry King (1925)
- Eve's Secret, regia di Clarence G. Badger (1925)
- Welcome Home, regia di James Cruze (1925)
- Old Home Week, regia di Victor Heerman (1925)
- Beggar on Horseback, regia di James Cruze (1925)
- Are Parents People?, regia di Malcolm St. Clair (1925)
- The Manicure Girl, regia di Frank Tuttle (1925)
- Lost: A Wife, regia di William C. de Mille (1925)
- The Light of Western Stars, regia di William K. Howard
- Grounds for Divorce, regia di Paul Bern (1925)
- Marry Me, regia di James Cruze (1925)
- Il figliol prodigo (The Wanderer), regia di Raoul Walsh (1925)
- Il bolide n. 13 (The Lucky Devil), regia di Frank Tuttle (1925)
- Night Life of New York, regia di Allan Dwan (1925)
- The Street of Forgotten Men, regia di Herbert Brenon (1925)
- Not So Long Ago, regia di Sidney Olcott (1925)
- Wild, Wild Susan, regia di A. Edward Sutherland (1925)
- The Trouble with Wives, regia di Malcolm St. Clair (1925)
- Cavalli indomiti (Wild Horse Mesa), regia di George B. Seitz (1925)
- In the Name of Love, regia di Howard Higgin  (1925)
- Rugged Water, regia di Irvin Willat (1925)
- The Man Who Found Himself, regia di Frank Hall Crane (1925)
- The Golden Princess, regia di Clarence G. Badger (1925)
- A Son of His Father, regia di Victor Fleming (1925)
- A Regular Fellow, regia di A. Edward Sutherland (1925)
- Stirpe eroica (The Vanishing American), regia di George B. Seitz (1925)
- New Brooms, regia di William C. de Mille (1925)
- Desiderio d'amore (Flower of Night), regia di Paul Bern (1925)
- The Best People
- The King on Main Street, regia di Monta Bell (1925)
- The Ancient Highway, regia di Irvin Willat (1925)
- La misteriosa avventura (Irish Luck), regia di Victor Heerman (1925)
- The Splendid Crime, regia di William C. de Mille (1925)
- A Kiss for Cinderella, regia di Herbert Brenon (1925)
- Womanhandled, regia di Gregory La Cava (1925)

### 1926
- The Waiter from the Ritz, regia di James Cruze (1926)
- L'ultimo Eden (Moana), regia di Robert J. Flaherty (1926)
- Hands Up!, regia di Clarence G. Badger (1926)
- The American Venus, regia di Frank Tuttle (1926)
- The Song and Dance Man, regia di Herbert Brenon (1926)
- La granduchessa e il cameriere (The Grand Duchess and the Waiter), regia di Malcolm St. Clair (1926)
- Sea Horses, regia di Allan Dwan (1926)
- Let's Get Married, regia di Gregory La Cava (1926)
- Miss Brewster's Millions, regia di Clarence G. Badger (1926)
- Capricci di donna (The Untamed Lady), regia di Frank Tuttle (1926)
- The New Klondike, regia di Lewis Milestone (1926)
- Love 'Em and Leave 'Em, regia di Frank Tuttle (1926)
- Deserto d'oro (Desert Gold), regia di George B. Seitz (1926)
- The Crown of Lies, regia di Dimitri Buchowetzki (1926)
- A Social Celebrity, regia di Malcolm St. Clair (1926)
- The Blind Goddess, regia di Victor Fleming (1926)
- The Runaway, regia di William C. de Mille (1926)
- That's My Baby, regia di William Beaudine (1926)
- La signora fortuna o La principessa bionda (The Lucky Lady), regia di Raoul Walsh (1926)
- The Rainmaker, regia di Clarence G. Badger (1926)
- La danzatrice dei tropici (Aloma of the South Seas), regia di Maurice Tourneur (1926)
- The Palm Beach Girl, regia di Erle C. Kenton (1926)
- It's the Old Army Game, regia di A. Edward Sutherland (1926)
- Say It Again, regia di Gregory La Cava (1926)
- Born to the West, regia di John Waters (1926)
- Padlocked, regia di Allan Dwan (1926)
- The Show Off, regia di Malcolm St. Clair (1926)
- The Great Gatsby, regia di Herbert Brenon (1926)
- The Campus Flirt, regia di Clarence G. Badger (1926)
- Tin Gods, regia di Allan Dwan (1926)
- Forlorn River, regia di John Waters (1926)
- The Cat's Pajamas, regia di William A. Wellman (1926)
- L'irresistibile (Kid Boots), regia di Frank Tuttle (1926)
- Asso di cuori (The Ace of Cads), regia di Luther Reed (1926)
- La vergine dell'harem (The Lady of the Harem), regia di Raoul Walsh (1926)
- Marinai... per forza (We're in the Navy Now), regia di A. Edward Sutherland (1926)
- Everybody's Acting, regia di Marshall Neilan (1926)
- L'ultimo porto (God Gave Me Twenty Cents), regia di Herbert Brenon (1926)
- The Popular Sin, regia di Malcolm St. Clair (1926)
- The Canadian, regia di William Beaudine (1926)
- Stranded in Paris, regia di Arthur Rosson (1926)
- L'uomo della foresta (Man of the Forest), regia di John Waters  (1926)

### 1927
- Una maschietta tutto pepe (Rough House Rosie), regia di Frank R. Strayer (1927)
- L'allievo di West Point (West Point)
- Preferite il primo amore (Blonde or Brunette), regia di Richard Rosson (1927)
- Paradise for Two, regia di Gregory La Cava (1927)
- New York, regia di Luther Reed (1927)
- Cosetta (It), regia di Clarence G. Badger (1927)
- Love's Greatest Mistake, regia di A. Edward Sutherland (1927)
- Blind Alleys, regia di Frank Tuttle (1927)
- Il cavaliere misterioso (The Mysterious Rider), regia di John Waters (1927)
- Casey at the Bat, regia di Monte Brice (1927)
- The Telephone Girl, regia di Herbert Brenon (1927)
- Fashions for Women, regia di Dorothy Arzner (1927)
- Cabaret di Broadway (Cabaret), regia di Robert G. Vignola (1927)
- Too Many Crooks, regia di Fred Mewmeyer (Fred C. Newmeyer) (1927)
- Ritzy, regia di Richard Rosson (1927)
- Il demone dell'Arizona (Arizona Bound), regia di John Waters (1927)
- Knockout Reilly, regia di Malcolm St. Clair (1927)
- I figli del divorzio (Children of Divorce), regia di Frank Lloyd e, (non accreditato), Josef von Sternberg (1927)
- Chang: la giungla misteriosa (Chang: A Drama of the Wilderness), regia di Merian C. Cooper e Ernest B. Schoedsack